# Proboszczewice (gromada)
Proboszczewice (od 1 I 1970 Słowik) – dawna gromada, czyli najmniejsza jednostka podziału terytorialnego Polskiej Rzeczypospolitej Ludowej w latach 1954–1972.
Gromady, z gromadzkimi radami narodowymi (GRN) jako organami władzy najniższego stopnia na wsi, funkcjonowały od reformy reorganizującej administrację wiejską przeprowadzonej jesienią 1954 do momentu ich zniesienia z dniem 1 stycznia 1973, tym samym wypierając organizację gminną w latach 1954–1972.
Gromadę Proboszczewice siedzibą GRN w Proboszczewicach (obecnie w granicach Zgierza) utworzono – jako jedną z 8759 gromad na obszarze Polski – w powiecie łódzkim w woj. łódzkim, na mocy uchwały nr 34/54 WRN w Łodzi z dnia 4 października 1954. W skład jednostki weszły obszary dotychczasowych gromad Proboszczewice, Lućmierz, Rosenów, Dąbrówka Wielka, Dąbrówka Strumiany i Stępowizna ze zniesionej gminy Lućmierz oraz wieś Rudunki z dotychczasowej gromady Rudunki i wieś Zegrzanki z dotychczasowej gromady Zegrzanki ze zniesionej gminy Łagiewniki w tymże powiecie. Dla gromady ustalono 27 członków gromadzkiej rady narodowej.
31 grudnia 1959 z gromady Proboszczewice wyłączono wsie Rudunki, Stępowizna i Zegrzanki włączając je do miasta Zgierza (na prawach powiatu) w tymże województwie.
1 stycznia 1970 z gromady Proboszczewice wyłączono wsie Dąbrówka-Marianka, Dąbrówka-Sowice, Dąbrówka-Strumiany, Dąbrówka-Malice i Dąbrówka Wielka, włączając je do gromady Biała w tymże powiecie, po czym gromadę Proboszczewice zniesiono przez przeniesienie siedziby GRN z Proboszczewic do Słowika i zmianę nazwy jednostki na gromada Słowik.